# 科學儀器
科學儀器是用於科學目的的裝置或工具，包括自然現象的研究和理論研究。

## 歷史
從歷史上看，科學儀器的定義因用途、法律和歷史時期而異。 在十九世紀 （页面存档备份，存于）中葉之前，此類工具被稱為“自然哲學”或“哲學”裝置和儀器，而從古代到中世紀的舊工具（例如星盤和擺鐘）違背了“自然哲學”或“哲學”儀器和儀器的更現代定義。 為定性或定量研究自然而開發的工具。” 科學儀器是由居住在學習或研究中心（例如大學或研究實驗室）附近的儀器製造商製造的。儀器製造商出於某種目的設計、製造和改進儀器，但如果需求充足，儀器就會作為商業產品投入生產。

## 範圍
科學儀器在尺寸、形狀、用途、複雜性和復雜性方面差異很大。 它們包括相對簡單的實驗室設備，如天平、尺子、天文鐘、溫度計等。20 世紀末或21世紀初開發的其他簡單工具包括 Foldscope（光學顯微鏡）、SCALE（KAS 元素週期表）， MasSpec Pen（檢測癌症的筆）、血糖儀等。然而，一些科學儀器的尺寸可能相當大且複雜，例如粒子對撞機或射電望遠鏡天線。 相反，微米級和納米級技術正在發展到儀器尺寸向微小方向轉變的程度，包括納米級手術器械、生物納米機器人和生物電子學。

## 數位時代
儀器越來越多地基於與電腦的整合來改善和簡化控制；增強和擴展儀器功能、條件和參數調整；並簡化資料採樣、收集、解析、分析（處理期間和處理後）、儲存和檢索。先進的儀器可以直接或透過中間件連接局域网（LAN），並可以進一步集成為信息管理應用程式的一部分，例如实验室信息管理系统（LIMS）。使用物聯網 (IoT) 技術可以進一步增強儀器的連接性，例如允許相距很遠的實驗室將其儀器連接到網絡，然後從其他地方的工作站或移動設備進行監控。

## 科學儀器的例子
- 加速規，物理，加速度
- 電流表，電氣，安培數，電流
- 風速計，風速
- 卡尺，距離
- 熱量計，熱量
- DNA測序儀、分子生物學
- 動力計，扭矩/力
- 靜電計，電荷、電位差
- 验电器，電荷
- 靜電分析儀（英语：Electrostatic analyzer），帶電粒子動能
- 橢圓偏振技術，光學折射率
- 比重计
- 干涉測量術，光學，紅外光譜
- 磁强计，磁场
- 质谱儀，化合物鑑定/表徵
- 千分尺，距離
- 顯微鏡
- 核磁共振波谱儀，化合物鑑定，醫學診斷影像
- 光鑷
- 示波器
- 光度計
- 光谱仪
- 溫度計
- 望远镜
- 經緯儀

## 科學儀器設計師名單
- 古斯塔夫·勒庞
- 约翰·舍纳

## 科學儀器的歷史

### 博物館
- 布尔哈夫博物馆
- 德意志博物馆

## 科學儀器的類型
- 光学仪器
- 电子测试设备

## 參看
- 工具主義，一種哲學理論